# Dinotrema semicompressum
Dinotrema semicompressum är en stekelart som först beskrevs av Stelfox och Graham 1949.  Dinotrema semicompressum ingår i släktet Dinotrema och familjen bracksteklar. Inga underarter finns listade i Catalogue of Life.